# Ласва
Ласва (ест. Lasva, виро Lasva) — село в Естонії, входить до складу волості Виру, повіту Вирумаа. До 2017 року — адміністративний центр волості Ласва.